# La mort est mon métier
La mort est mon métier (A morte é meu trabalho) é um livro do escritor francês Robert Merle, publicado em 1952, que traça a biografia de Rudolf Höß, carrasco nazista. Um prefácio foi adicionado pelo autor em 1972.
O livro apresenta o personagem de Rudolf Lang, que é "uma recriação completa e imaginativa da vida de Rudolf Hoess", escrito a partir das memórias do próprio Hoess (The Commandant of Auschwitz Speaks) e o resumo, comunicado ao autor, das entrevistas que o psicólogo americano Gustave M. Gilbert teve com Hoess em sua cela durante o julgamento de Nuremberg; seguido por uma descrição, de acordo com os documentos dos julgamentos de Nuremberg, do "desenvolvimento lento e tateante da Fábrica da Morte de Auschwitz".